# Muzeum Żaby w Żabiej Woli
(Mini) Muzeum Żaby w Żabiej Woli – muzeum żaby z siedzibą we wsi Żabia Wola (powiat grodziski).
Pomysłodawcą idei i kustoszem (Mini) Muzeum Żaby jest Andrzej Jendrych, zaś jej siedzibą jest sala w Domu Kultury w Żabiej Woli (mieszczącego się w XIX-wiecznym dworze szlacheckim) użyczona przez gminę Żabia Wola.
Placówka została otwarta w maju 2007 roku, podczas obchodów „Dni Żabiowolskich”. Gromadzi eksponaty, związane z żabami, zarówno pod kątem przyrodniczym, jak i kulturowym i kolekcjonerskim. W zbiorach znajduje się m.in. pierwsze polskie wydanie podręcznika o żabach, pochodzące z 1926 roku. Większość eksponatów pochodzi z darowizn.
Muzeum jest placówką całoroczną, czynną od poniedziałku do soboty w godzinach pracy Domu Kultury. Wstęp jest bezpłatny.